# 8740 Václav
8740 Václav eller 1998 AS8 är en asteroid i huvudbältet som upptäcktes den 12 januari 1998 av de båda tjeckiska astronomerna Miloš Tichý och Zdeněk Moravec vid Kleť-observatoriet. Den är uppkallad efter Wenzel av Böhmen.
Asteroiden har en diameter på ungefär 6 kilometer och tillhör asteroidgruppen Koronis.